# Faoug
Faoug (niem. Pfauen) – miejscowość i gmina (commune) w zachodniej Szwajcarii, w kantonie Vaud, w okręgu (district) Broye-Vully. Leży nad jeziorem Murtensee. 

## Demografia
W Faoug mieszka 865 osób. W 2021 roku 20,1% populacji gminy stanowiły osoby urodzone poza Szwajcarią. 

## Transport
Przez teren miasta przebiegają autostrada A1 oraz droga główna nr 1.